# Asuka Hinoi
Asuka Hinoi (japanska: 樋井 明日香?, Hinoi Asuka), född 8 januari 1991 i Osaka prefektur, Japan, är en japansk sångerska och ledare av J-popgruppen Hinoi Team.